# Freakonomics (film)
Freakonomics: Le divertenti verità sulla crisi (Freakonomics: The Movie) è un film del 2010. È un documentario basato sul libro omonimo.
La versione italiana del film è doppiata da Enrico Bertolino e Giovanni Floris.